# غاري إيرفاين
غاري إيرفاين (بالإنجليزية: Gary Irvine)‏ هو لاعب كرة قدم بريطاني، ولد في 17 مارس 1985 في بلزهيل ‏ في المملكة المتحدة. شارك مع منتخب اسكتلندا تحت 21 سنة لكرة القدم. أما مع النوادي، فقد لعب مع سانت جونستون ونادي دندي ونادي روس كاونتي ونادي سانت ميرين ونادي سلتيك.

## وصلات خارجية
- غاري إيرفاين على موقع قاعدة بيانات كرة القدم.إي يو (الإنجليزية)
- غاري إيرفاين على موقع Soccerbase.com (لاعب) (الإنجليزية)
- غاري إيرفاين على موقع Soccerway.com (الإنجليزية)